# Zbigniew Maciej Gliwicz
Zbigniew Maciej Gliwicz (ur. 21 lutego 1939 w Warszawie, zm. 2 czerwca 2024) – polski hydrobiolog, ewolucjonista, profesor Uniwersytetu Warszawskiego, członek rzeczywisty PAN.

## Życiorys
W 1956 rozpoczął studia na Wydziale Budownictwa Okrętowego Politechniki Gdańskiej. Przerwał je po roku, zaczynając kolejne na Wydziale Biologii i Nauk o Ziemi UW. Praktyki studenckie odbył w Morskim Instytucie Rybackim. Studia ukończył w 1962 i podjął studia doktoranckie w Katedrze Hydrobiologii UW. Promotorem doktoratu był Kazimierz Petrusewicz, a dodatkową opiekunką kierowniczka katedry, Ewa Pieczyńska. Badania do doktoratu prowadził na Stacji Hydrobiologicznej w Mikołajkach. Stopień doktora uzyskał w 1969, a tytuł profesora nauk przyrodniczych w 1991. Staż podoktorski odbył na stacji badawczej Smithsonian Tropical Research Institute w Panamie. W latach 1987–90 prodziekan Wydziału Biologii Uniwersytetu Warszawskiego. Od połowy lat 80. XX w. do 2009 był kierownikiem Zakładu Hydrobiologii UW. Współpracował z innymi instytucjami naukowymi, np. Instytutem Limnologii w Plön (instytut Towarzystwa Wspierania Nauki im. Maksa Plancka).

## Aktywność naukowa
Autor lub współautor kilkuset publikacji naukowych z zakresu ekologii, w szczególności ekologii behawioralnej (etologia) w hydrobiologii. Wśród jego zainteresowań badawczych znajdują się relacje drapieżnik-ofiara i kaskady troficzne wśród organizmów wodnych: ryby rybożerne-ryby planktonożerne-organizmy zooplanktonowe (drapieżcy i filtratorzy)-glony (organizmy fitoplanktonowe i glony nitkowate). Jedna z pierwszych jego publikacji była oparta na pracy magisterskiej dotyczącej zooplanktonu tatrzańskich jezior. Promotorem pracy był Marian Gieysztor, a po jego śmierci Zdzisław Raabe. Gieysztor postawił hipotezę, że przyczyną ograniczonego występowania skrzelopływki bagiennej jest konieczność występowania warunków pozwalających na zimowe przemarzanie jaj ukrytych pod lodem. Gliwicz w swojej pracy magisterskiej to potwierdził. Później odkrył zależność między rozmiarem filtratora a minimalną progową ilością pokarmu, wyjaśniając niektóre mechanizmy konkurencji ekologicznej, wpisując się w model hipotezy size-efficiency. Bada wpływ żerowania na populacje i różnorodność organizmów z niższych poziomów troficznych. Zajmuje się zarówno mechanizmami wyboru ofiar, jak i mechanizmami obrony przed konsumentem, polegającymi na zmianach morfologii, historii życia i zachowania. Opisał zjawisko „pułapki księżycowej”, wyjaśniając zbieganie się okresowych załamań populacji zooplanktonu w afrykańskich zbiornikach zaporowych na rzece Zambezi z cyklem księżycowym. Zjawisko to polega na zaburzeniu typowego cyklu zmian oświetlenia, wywołującego dobowe migracje pionowe planktonu. W ciągu dnia zooplankton przebywa w strefie afotycznej, kryjąc się przed planktonożernymi rybami, nocą zaś przesuwa się do epilimnionu, aby tam żerować na fitoplanktonie, będąc jednocześnie niewidocznym dla ryb. Podczas zmierzchu brak światła jest sygnałem inicjującym migrację ku strefie powierzchniowej ujemnie fototaktycznych zwierząt planktonowych, jeśli następuje to w czasie pełni, po okresie ciemności między zachodem słońca a ukazaniem się księżyca następuje jednak okres, w którym ilość światła docierającego do epilimnionu wystarcza rybom do dostrzeżenia wioślarek, których populacja jest wówczas dziesiątkowana. Gliwicz wraz z kilkoma innymi limnologami tworzył grupę określaną jako Plankton Ecology Group, która opracowała model sukcesji jeziornego planktonu przyjęty od połowy lat 80. XX w. za standardowy (model PEG). Oprócz badań podstawowych zajmował się testowaniem metod biomanipulacyjnych, m.in. opartych na wykorzystaniu kairomonów i innych substancji semiochemicznych. Był zwolennikiem rozpatrywania problemów ekologicznych w kontekście ewolucjonizmu, tj. poszukiwania ultymatywnych przyczyn zjawisk ekologicznych. Podejście to stosował np. podczas badania relacji między zwierzętami zamieszkującymi jeziora tatrzańskie, które wykazują różnice związane z długością współwystępowania, a więc koewolucji. Kolejne badania tych zjawisk przyczyniły się do uwiarygodnienia tezy, że ultymatywną, tj. ewolucyjną, przyczyną dobowych migracji organizmów wodnych do miejsc o gorszych warunkach dla wzrostu i rozmnażania jest presja zwierząt z wyższych poziomów troficznych. Jako popularyzator neodarwinizmu współorganizował „Warsztaty Biologii Ewolucyjnej”. Był promotorem honorowego doktoratu Uniwersytetu Warszawskiego dla amerykańskiego genetyka ewolucyjnego Francisca J. Ayali. Wśród wypromowanych przez niego doktorów znaleźli się późniejsio profesorowie: Joanna Pijanowska (1985), Piotr Dawidowicz (1989) i Mirosław Ślusarczyk (1999).

## Członkostwo
- Polskie Towarzystwo Hydrobiologiczne – w latach 1967–69 sekretarz[1]
- Polska Akademia Nauk – członek korespondent od 1994, członek rzeczywisty od 2010. Członek Wydziału II – Nauk Biologicznych i Rolniczych (początkowo jako Wydział Nauk Biologicznych), członek komitetów: Biologii Teoretycznej i Ewolucyjnej (1988–2007 jako wiceprzewodniczący), Ekologii (1972–2008, w tym jako sekretarz 1972–1976), Badań Polarnych[1]
- Polska Akademia Umiejętności – członek korespondent Wydziału IV – Przyrodniczego
- International Society of Limnology (SIL)
- „Wiadomości Ekologiczne” – komitet redakcyjny[1]
- "Fundamental and Applied Limnology / Archiv für Hydrobiologie" – komitet redakcyjny[1]
- „Journal of Plankton Research” – komitet redakcyjny[1]
- „Aquatic Ecology” – komitet redakcyjny[1]

## Nagrody i odznaczenia
- Nagrody Ministra Szkolnictwa za wyróżniające się publikacje (kilkukrotnie)[1]
- Nagrody Rektora Uniwersytetu Warszawskiego (kilkukrotnie)[1]
- Smithsonian Institution, Award for Academic Achievement (1970)[1]
- The Honorary Member Award (Członkostwo honorowe) Ecological Society of America (1995)[1]
- Medal Einara Naumana i Augusta Thienemanna "De limnologia optime merito" – International Association of Theoretical and Applied Limnology SIL (1998)[1]
- Ecology Institute Prize in Limnetic Ecology – International Ecology Institute (ECI) (1997/1998)[1]
- Nagroda Fundacji na rzecz Nauki Polskiej w dziedzinie nauk przyrodniczych i medycznych (2001)[1]
- Medal im. Alfreda Lityńskiego – Polskie Towarzystwo Hydrobiologiczne (2009)
- Nagroda Prezesa Rady Ministrów za wybitny dorobek naukowy (2010)
- Nagroda im. Alfreda C. Redfielda, wspólnie z Winfriedem Lampertem – American Society of Limnology and Oceanography (2012)[17]

Swoistym wyróżnieniem za wkład do nauki o planktonie jest nadanie przez autorów nowo opisanego rodzaju okrzemek nazwy Gliwiczia.

## Wybrane publikacje
- Maciej Z. Gliwicz, Anna Slusarczyk, Miroslaw Slusarczyk, Life history synchronization in a long-lifespan single-cohort Daphnia population in a fishless alpine lake, „Oecologia”, 128 (3), 2001, s. 368–378, DOI: 10.1007/s004420100673 (ang.).
- Z.Maciej Gliwicz, Winfried Lampert, Clutch-size variability in Daphnia: Body-size related effects of egg predation by cyclopoid copepods, „Limnology and Oceanography”, 39 (3), 1994, s. 479–485, DOI: 10.4319/lo.1994.39.3.0479 (ang.).
- 10.1007/BF00650317
- Z. Maciej Gliwicz, Anna Jachner, Diel migrations of juvenile fish: a ghost of predation past or present?, „Archiv für Hydrobiologie”, 124 (4), 1992, s. 385–410, DOI: 10.1127/archiv-hydrobiol/124/1992/385 (ang.).
- Z. Maciej Gliwicz, Food thresholds and body size in cladocerans, „Nature”, 343 (6259), 1990, s. 638–640, DOI: 10.1038/343638a0 (ang.).
- Maciej Z. Gliwicz, Suspended clay concentration controlled by filter-feeding zooplankton in a tropical reservoir, „Nature”, 323 (6086), 1986, s. 330–332, DOI: 10.1038/323330a0 (ang.).
- Z. Maciej Gliwicz, A Lunar Cycle in Zooplankton, „Ecology”, 67 (4), 1986, s. 883–897, DOI: 10.2307/1939811, JSTOR: 1939811 (ang.).
- Maciej Z. Gliwicz, Predation and the evolution of vertical migration in zooplankton, „Nature”, 320 (6064), 1986, s. 746–748, DOI: 10.1038/320746a0 (ang.).
- Ulrich Sommer i inni, The PEG-model of seasonal succession of planktonic events in fresh waters, „Archiv für Hydrobiologie”, 106 (4), 1986, s. 433–471, DOI: 10.1127/archiv-hydrobiol/106/1986/433 (ang.).
- Z. Maciej Gliwicz, Zooplankton and temperature-oxygen conditions of two alpine lakes of Tatra Mts, „Polskie Archiwum Hydrobiologii”, 14 (1), 1966, s. 53-72 [dostęp 2024-06-04] (ang.).

## Życie rodzinne
Jego siostra, Wanda, była sanitariuszką w Batalionie „Kiliński” AK i pod koniec wojny trafiła na Zachód. Z tego powodu władze  wydaliły go z jego pierwszej szkoły średniej – Państwowej Szkoły Morskiej w Gdyni.
W 1967 wziął ślub z Joanną Waszkiewicz, również doktorantką Kazimierza Petrusewicza, późniejszą profesor nauk leśnych. 
Jego siostrzeńcem jest klarnecista Grzegorz Pritulak.
Zmarł 2 czerwca 2024 r. Został pochowany na Cmentarzu Wojskowym na Powązkach w Warszawie.